# Протекторат Јужне Арабије
Протекторат Јужне Арабије (арап. محمية الجنوب العربي) је био краткотрајни британски протекторат који је постојао од 1963. до 1967. године на југу Арабијског полуострва источно од луке Аден, мање више на територију Хадрамаута.
Територија овог протектората је заједно са Федерацијом Јужне Арабије, ушла у састав Јужног Јемена.

## Историја
Протекторат Јужне Арабије настао је 1963. заправо као резултат неуспјеха британске колонијалне политике. Још је раних 1950-их британски савјетник за западни дио Протектората Аден — Кенеди Треваскис, саставио план који је предвиђао да се од Протектората Аден створе двије федерације, на територијима гдје су и тако постојале двије управне јединице. Циљ тог плана био је да се спријече покушаји дестабилизације од стране Сјеверног Јемена и његовог краља Ахмада бин Јахје, који је на разне начине помагао анти-британске снаге по Јужном Јемену, тако да су сеучестале побуне 1950-их по бројним султанатима. Жеља је била и да се створи модернија управа са више локалне самуправе и мање корупције, и смањи тиранија бројних феудалних владара.
Међутим нагло буђење арапског национализма и њихова жеља да се што прије ослободе британске колонијалне присутности, натјерало је Британце да брже дјелују. Због тог су жељели од Протектората Аден направити Федерацију Арапских Емирата Југа и тако барем формално прикрити разлоге за незадовољство код поданика. То је формализирано 11. фебруара 1959, кад је шест султаната потписало споразум о оснивању Федерације Арапских Емирата Југа. У слиједеће три године, Федерацији се придружило још девет султаната, а 18. јануара 1963 и бивша Колонија Аден, тад је престао постојати Протекторат Аден и настала је Јужноарапска Федерација — формално независна држава.
Међутим источни султанати и шеикати који су били пуно конзервативнији и заосталији нису се хтјели придружили таквој Федерацији већ су основали свој Протекторат Јужне Арабије 18. јануара 1963, који је на извјестан начин остао онакав какав је дотад био Протекторат Аден.
Прве чланице Протектората Јужне Арабије били су слиједећи султанати и шеикати; Султанат Катири, Султанат Махра, Султанат Куваити и Вахидски Султанат Балхаф (све бивше чланице Источноаденског протектората) њима се придружио и удаљени Султанат Горња Јафа са својих пет шеиката (Буси, Дхуби, Хадрами, Мафлахи и Маусата) дотада члан Протектората Аден.
Протекторат Јужне Арабије је распуштен након проглашења независности Народне Републике Јужни Јемен, 30. новембра 1967 године, након тога су распуштени и султанати и шеикати који су га чинили. Слиједећи велики догађај било је уједињење, Народне Републике Јужни Јемен са Сјеверним Јеменом 22. маја 1990 у Републику Јемен.